# Tristan Demers
 (septembre 2019).
Si vous disposez d'ouvrages ou d'articles de référence ou si vous connaissez des sites web de qualité traitant du thème abordé ici, merci de compléter l'article en donnant les références utiles à sa vérifiabilité et en les liant à la section « Notes et références ».
 (septembre 2019).
Tristan Demers est un auteur, animateur et dessinateur québécois de bandes dessinées, né le 19 septembre 1972 à Montréal, au Québec (Canada). 
Il est principalement connu comme étant le créateur du personnage Gargouille et de plusieurs autres séries jeunesse populaires.

## Biographie

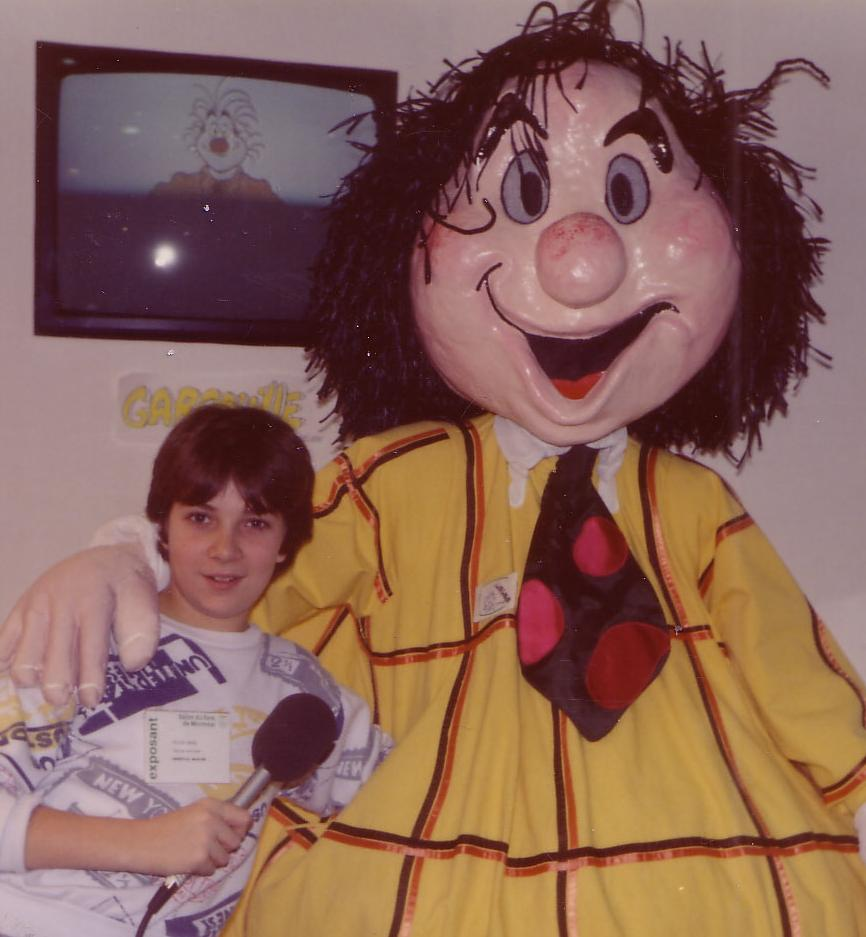
Tristan Demers à ses débuts.

Il imagine le personnage de Gargouille à l'âge de 10 ans, en 1983 ; Gargouille devient ensuite très populaire au Québec. Demers compte à son actif plusieurs séries québécoises dont la plus populaire : Gargouille.
Le bédéiste est également chroniqueur et illustrateur à la télévision depuis plus de trente ans[réf. nécessaire].
Tristan Demers conçoit un personnage de bande dessinée appelé Gargouille. Il exerce pour la télévision : chroniqueur au Petit journal (TQS), illustrateur pour Le club des 100 watts (RQ), animateur de l'émission Les branchés (TVA) et les Éditions Mille-Îles deviennent partenaire en publiant une collection d'albums. Demers participe à divers festivals de BD et à des événements culturels pour la jeunesse. 
Demers poursuit son travail à la télévision et illustre pour plusieurs publications, dont le Journal de Montréal et Vidéo-Presse.  
Tristan Demers est illustrateur aux magazines Délire et Enfant Québec. Une deuxième édition européenne de ses BD est lancée dans cinq pays de la francophonie. À l’été 2000, Demers participe aux émissions Prêt à partir (Évasion) et Tôt ou tard (TVA). Il devient responsable de la coordination de l’animation jeunesse aux Éditions Hurtubise HMH, poste qu’il occupe toujours en 2019. Il collabore avec le magazine Corps et Âme  ainsi qu’avec plusieurs autres périodiques et maisons d'édition. 
Demers participe à des émissions de télévision comme D’ici et d’ailleurs (Évasion), L’été c’est péché (Radio-Canada), Tout un été et Tout un automne (Évasion)… Il devient également caricaturiste hebdomadaire à l’émission RDI junior et responsable du Carrefour de la bande dessinée au Salon du livre du Saguenay-Lac-St-Jean.  
En 2003, il reçoit le prix du public au Salon du livre de la Côte-Nord. L'album Fax à farces ! est lancé en mai de la même année. Gargouille paraît, pendant l'été, dans le magazine 7 jours et une exposition de ses aventures est présentée dans les salons du livre de la province. Le bédéiste est nommé personnalité de la semaine en novembre 2003 du journal La Presse et personnalité de l'année par l'Association québécoise des Salons du livre pour les vingt ans de son personnage[réf. nécessaire]. Il publie ensuite Un enfant de la bulle, son autobiographie, écrite en collaboration avec Robert Soulières, auteur jeunesse. Il illustre aussi divers romans jeunesse pour plusieurs éditeurs, dont la série Globule la petite sangsue, aux Édition Michel Quintin. 
Tristan Demers participe à la Dictée PGL[Quoi ?] à titre d'illustrateur sur le plateau, participe à plusieurs émissions sur les voyages à titre de chroniqueur et conçoit les illustrations du générique d’une émission matinale à TQS. Il élabore un concept d'émission s'inspirant de la bande dessinée et des voyages, et la présente à Canal Évasion : BD Cités. Au moment où est négocié un contrat de près de 200 illustrations pour une émission destinée à TFO, il ouvre son studio sur la rue Saint-Denis, à Montréal. Les Créations Tristan Demers mettent de côté Gargouille, en 2006, pour présenter Cosmos Café, le premier album d'une nouvelle série publiée chez Boomerang.
Tristan Demers et son collègue Jocelyn Jalette écrivent La bande dessinée en classe, un guide pédagogique destiné aux enseignants (éditions Hurtubise). L'auteur de Gargouille et de Cosmos Café publie également chez Boomerang 5 albums sur cinq ans : Tranches de rires!, Perdus dans l’espèce et le livre anniversaire de son personnage : Gargouille, 25 ans et toutes ses dents !. Ce dixième tome de la collection réunit des planches oubliées et recolorées, des histoires exclusives... Suivent Embarquement hilarant, dans la collection Gargouille et le dernier Cosmos Café : Comiques en orbite. Deux albums double, Drôle d’univers et Gags en vrac, qui reprennent les éditions antérieures publiés dans les années 1980 et 1990, sont également recolorés et distribués en librairies.
Gargouille reparaît chaque semaine dans le Journal de Montréal à partir de janvier 2008. Son auteur devient chroniqueur à la ICI Radio-Canada Première dans l'émission Chez nous le matin et caricaturiste pour le site web Branchez-vous. L'année suivante, il publie sa série Cosmos Café sur les sites Internet des journaux du groupe Transcontinental et dans le magazine humoristique Délire. 
Au printemps 2010, les éditions Gladius International présentent le jeu Cherche et trouve avec Gargouille. En octobre de la même année, Tristan Demers lance aux éditions Hurtubise le livre documentaire Tintin et le Québec, Hergé au cœur de la Révolution tranquille. Cet essai raconte la place immense qu'occupait le héros d'Hergé au Québec, au début des années 1960. 
En juillet 2011, Demers devient humoriste-dessinateur le temps d'un numéro télévisé présenté dans le cadre d’un des Galas du festival « Le Grand rire » de Québec.
Il reçoit le prix du Grand Public La Presse/Radio-Canada pour son livre documentaire Tintin et le Québec dans le cadre du Salon du livre de Montréal. Cet ouvrage inspire à Télé-Québec un documentaire intitulé Au Québec avec Tintin, auquel l’auteur participe à titre de conseiller au contenu. Une nouvelle série jeunesse fait son apparition sur le marché en septembre 2012 : Salto, la petite grenouille qui saute plus haut que ses rêves, publiée aux éditions Boomerang. Pierre Labrie en est l’auteur et Demers, l'illustrateur. Le bédéiste reçoit le prix hommage Bédéis Causa-Albert Chartier pour les 30 ans de son personnage et son apport à la promotion du neuvième art au Québec. À l'été 2013, il illustre les deux premiers tomes de la série Les Introuvables, une création de l'auteure et humoriste Cathleen Rouleau. Publiés aux éditions Les Malins, Les Introuvables sont lancés en octobre de la même année. Trois autres tomes sont publiés l’année suivante.
En octobre 2013 parait aux éditions Hurtubise Les enfants de la bulle, un livre documentaire illustré de 144 pages qui se penche sur les liens existant entre la bande dessinée et 22 personnalités publiques québécoises, qui évoquent leurs héros préférés et l'influence du neuvième art sur leur vie.
En 2014 parait Premières aventures, un album compilation qui réunit les histoires de Gargouille parues entre 1983 et 1989. Avec les éditions presses Aventure, Demers adapte des jouets populaires en bandes dessinées : The Trash pack, Shopkins et The Zelfs. Il en résulte 14 albums de BD et 12 contes illustrés publiés en 3 ans, le tout réalisé avec la collaboration de d’autres bédéistes de l’équipe de Créations Tristan Demers. La BD Sale canal!, une parodie des téléréalités illustrée par Demers, sur un texte de l'auteur Patrick Senécal, parait en octobre 2014. À la télévision de Radio-Canada, Demers anime une nouvelle émission pour apprendre à dessiner : Dessinatruc, qui compte 240 capsules. Demers gagne le prix du public 2015 au Festival de BD de Prévost et se lance dans la création d’une nouvelle série de BD humoristique destinée aux 6-9 ans, publiée aux Éditions de La Bagnole : Les Minimaniacs. Chez le même éditeur sort le premier tome de Dessiner c’est facile !, un cahier créatif inspiré des émissions qu'anime Tristan, incluant sa nouvelle série Transformatruc qui propose de décorer des écoles primaires. 65 épisodes sont diffusés à la télévision de Radio-Canada et l'application interactive obtient un prix Gémeaux, l'année suivante[réf. nécessaire]. Un espace récréatif Minimaniacs est inauguré au printemps 2016 à la nouvelle jetée internationale de l'aéroport Montréal-Trudeau. 
Pour célébrer les 50 ans du parc d'attractions La Ronde Demers réalise le livre documentaire Emmène-nous à la Ronde, publié dans le cadre des 375 ans de la ville de Montréal (Éditions de l'Homme, printemps 2017). En parallèle, Demers conclut des contrats pour la télévision : illustrateur sur des droits juridiques pour le site web de la série Ruptures, dessinateur de capsules Vraiment Top ! pour TFO, animateur de 65 épisodes de BAM, une émission de bricolage de type DIY, destinée aux 7-11 ans et diffusée en octobre 2017 sur la chaine Yoopa. En 2018, il publie L’imaginaire en déroute aux Éditions de l’Homme. Dans cet ouvrage, il s'inquiète de la capacité actuelle des enfants à imaginer et invite la société à se questionner sur la suite des choses. Le livre est préfacé par la comédienne Marie Eykel. En octobre, Demers lance Astérix chez les Québécois - Un Gaulois en Amérique aux Éditions Hurtubise. Le livre documentaire raconte, avec l'aide d'images inédites, la place immense qu'occupe le héros de Goscinny et Uderzo dans l'imaginaire collectif. Réalisé en collaboration avec les éditeurs Albert René et Hachette à Paris, Astérix chez les Québécois s'écoule à près de 30 000 exemplaires en 6 mois[réf. nécessaire]. Demers exerce également comme chroniqueur à l’émission Salut Bonjour (TVA)  pendant l’été.

## Œuvres

### Bandes dessinées

#### SérieGargouille
Éditions Mille-Îles
- 1983-1993 : 56 numéros de Gargouille magazine
- 1988 : 
  - Chasse aux mystères
  - Gargouille cuisine
- 1989 : Ça m’intrigue
- 1991 : Gags en vrac !
- 1992 : Pour l’humour de l’art…
- 1993 : Drôle d’univers !
- 1994 : 
  - Le jardin saccagé, en collaboration avec Élise Bourque
  - Gargouille dessine
- 1995
  - Gargouille magicien, en collaboration avec Frédéric Desmarais
  - Portrait de famille
- 1997 : Premières aventures
- 1998 : Faut que ça bouge !
- 2003 : Fax à farces !

P et T Production (éditions européennes)
- 1997 : Faut que ça bouge !
- 1999 : Tête en l'air !

Boomerang éditeur
- 2007 : Tranches de rires !
- 2008 : 25 ans et toutes ses dents !
- 2009 : Embarquement hilarant
- 2010 : Drôle d’univers (réédition en album double)
- 2011 : Gags en vrac (réédition en album double)
- 2012  : Rodéo rétro
- 2013  : 3Délirant
- 2014  : Premières aventures (réédition en album double)

Éditions Michel Quintin
- 2018 : 
  - S.O.S. Autruches
  - Panique à bâbord
- 2019 : L'affaire des chiens mutants

#### SérieCosmos Café
Boomerang éditeur
- 2006 : Spatial du jour
- 2008 : Perdus dans l’espèce
- 2010 : Comiques en orbite

#### SérieLes Minimaniacs
Éditions de la Bagnole
- 2015 : Ça pue le bonheur
- 2016 : 
  - Plein la couche
  - Mignons mutants
- 2017 : Les Minimaniacs-Guide officiel
- 2018 : Biberonlympiques

#### SérieThe Trash Pack
Presses Aventure
- 2014 : 
  - Brises d’ordures
  - Aventures et moisissures
- 2015 : 
  - Pourrir de rire
  - Odeur de vacances
- 2016 : Poubelles et rebelles

#### SérieShopkins
Presses Aventures
- 2016 : 
  - Cascades et rigolades
  - Amies pour la vie
  - Toujours plus haut!
- 2017 : 
  - Cadeau surprise!
  - Les pieds dans le plat
- 2018 : En avant la musique!

#### SérieThe Zelfs
Presses Aventure
- 2016 : 
  - Le jardin des Zelfs
  - Délicieuses aventures
  - Pirouettes et magie

#### SérieClub Licornes
Presses Aventure
- 2019 : 
  - Espions à Pointe-aux-Cornes
  - Brigade fantastique
  - Festifs et cornus
  - Suivre la vague

VLB éditeur
- 2014 : Sale Canal! (avec Patrick Senécal)

### Guides pédagogiques et essais
Éditions Hurtubise
- 2006 : La Bande dessinée en classe, en collaboration avec Jocelyn Jalette
- 2010 : Tintin et le Québec, Hergé au cœur de la Révolution tranquille
- 2013 : Les enfants de la bulle, rencontres avec des amoureux de la bande dessinée
- 2018 : Astérix chez les Québécois, un Gaulois en Amérique
- 2024 : Le Québec merveilleux de Walt Disney. Quand Mickey charmait la Belle Province

Éditions de l'Homme
- 2017 : Emmène-nous à La Ronde, 50 ans de plaisirs forains
- 2018 : L’imaginaire en déroute, Quand nos enfants ne savent plus inventer
- 2019 : Créatifs et complice, 52 rendez-vous parents-enfants pour lâcher son fou!
- 2021 : Québec 80 avec Jean-Sébastien Girard

Éditions La Semaine
- 2019 : Créatifs et complices, 52 rendez-vous parent-enfant pour lâcher son fou!

Éditions Druide
- 2022 : Mon cahier à moi avec Louise Portal

### Cahiers pratiques
Éditions de la Bagnole
- 2016 : Dessiner c’est facile! Vol. 1
- 2018 : BAM, Transformer l’ordinaire en extraordinaire
- 2019 : Dessiner c’est facile! Vol. 2
- 2020 : Dessiner c’est facile Vol.3
- 2021 : Dessiner c’est facile à Noël

### Albums jeunesse (illustrations seulement)

#### SérieLes Introuvables
Éditions les Malins
- 2013  : 
  - Les Introuvables - Piège de glace, tome 1 de Cathleen Rouleau
  - Les Introuvables - Eaux troubles, tome 2 de Cathleen Rouleau
- 2014 : Les Introuvables - Compétition extrême, tome 3 de Cathleen Rouleau
- 2015 : Les Introuvables - Diamant noir, tome 4 de Cathleen Rouleau
- 2015 : Les Introuvables - Pyramide du temps, tome 5 de Cathleen Rouleau

#### SérieSalto
Boomerang éditeur
- 2012 : 
  - Salto - L'ultime défi (tome 1) de Pierre Labrie
  - Salto - Le vrai héros (tome 2) de Pierre Labrie
  - Salto - À la rescousse! (tome 3) de Pierre Labrie
- 2013 : 
  - Salto - Duo d’espions (tome 4) de Pierre Labrie
  - Salto - L’Étang Express (tome 5) de Pierre Labrie
- 2014 : 
  - Salto - La forêt des ombres (tome 6) de Pierre Labrie
  - Salto - La grande enquête de Pierre Labrie

#### SérieThe Trash pack
- 2015 : 
  - Joyeux anniversaire Lait-Caillé !
  - Aventure souterraine
  - Une odeur mystérieuse
  - Le carnaval des déchets

#### SérieShopkins
- 2016 : 
  - Le Festival des Shopkins
  - Une partie de Cache-cache givrée
- 2017 : 
  - Fais gaffe, Chocolette!
  - Le combat des chefs
- 2018 : Une étrange escapade

#### SérieThe Zelfs
- 2015 : Une journée ensoleillée
- 2016 : 
  - La fête de la lune
  - Une école pas comme les autres

### Romans (illustrations seulement)
Éditions Hurtubise
- 2001 : Le calepin noir de Joanne Boivin
- 2007 : Les lunettes de Clara de Sonia K. Laflamme
- 2010 : Complot sur le plateau de Joanne Boivin

Éditions Michel Quintin
- 2001 : 
  - Globule la petite sangsue de Jean-Pierre Dubé
  - Globule et le verre de terre de Jean-Pierre Dubé
  - Globule et le trésor des pirates de Jean-Pierre Dubé
- 2002 : Globule pris au piège de Jean-Pierre Dubé
- 2004 : Globule, des voyous à l’école de Jean-Pierre Dubé
- 2005 : 
  - Globule, Coup de théâtre ! de Jean-Pierre Dubé
  - Germina au Maroc de Violaine Fortin

Éditions Loup de gouttière
- 2002 : J’ai mangé Pistache de Marilou Addison
- 2005 : Pistache détective de Marilou Addison

Éditions Presses Aventures
- 2006 :
  - Mimi et Vincent- Le sac mystérieux d'Hervé Desbois
  - Mimi et Vincent- La sorcière d’Hervé Desbois
- 2007 : Mimi et Vincent- Une histoire de fantômes d'Hervé Desbois

### Chroniqueur, illustrateur et animateur à la télévision
- 1987 : Le Petit Journal, TQS
- 1989-1990 : Le Club des 100 Watts, Radio-Québec
- 1990-1992 : Les Branchés, Vidéotron
- 1991-1993 : Le Club Les Branchés, TVA
- 1997–2000 : Le Petit Journal, TQS
- 2000 : 
  - Prêt à partir, Canal Évasion
  - Tôt ou tard, TVA
- 2001 : D'ici et d'ailleurs, Canal Évasion
- 2002 : 
  - Cool Classique, TV 5
  - L'été c'est péché, Radio-Canada.
  - Tout un été + automne, Canal Évasion
- 2004 : La Dictée PGL, Radio-Canada
- 2004-2005 : Évasion Quotidienne, Canal Évasion
- 2002-2006 : RDI Junior, RDI
- 2005-2007 : BD Cités 1 et 2, Évasion
- 2006-2008 : Mon premier emploi 1 et 2, TFO
- 2008-2009 : Chez nous le matin/Radio-Canada (radio)
- 2011 : Participation au Gala Le Grand rire de Québec,Radio-Canada
- 2013 : Documentaire Au Québec avec Tintin, Télé-Québec
- 2013-2014 : Dessinatruc 1 et 2, Radio-Canada
- 2016-2017 : Transformatruc 1 et 2, Radio-Canada
- 2017 : Ruptures (site web), TOU.TV
- 2017 : Vraiment top ! (illustrateur), TFO
- 2017-2018 : BAM, Yoopa
- 2018 : Salut Bonjour, TVA

## Distinctions
- 1986 : 
  - Invité d’honneur du Salon du livre de l’Outaouais  
  - Premier prix du concours de BD du magazine Croc et des Éditions Glénat
  - Premier prix du concours de dessin de l’OSM et du quotidien The Gazette
  - Premier prix jeunesse au festival International de la caricature et de la BD de Trois-Rivières
- 1992 : Président d’honneur de « La semaine de l’arbre » au Québec (tournée de promotion avec le ministre des Forêts)
- 1996 : Invité d’honneur du Salon du livre de Montréal
- 1997 : 
  - Participation à titre d’illustrateur au Gala de l'Adisq
  - Participation à l’exposition sur la bande dessinée québécoise au Musée du Québec
- 1998 : Prix du Public au festival de bandes dessinées de Durbuy (Belgique)
- 1999 : Bédéiste collaborateur au site Internet du printemps du Québec à Paris
- 2003 : 
  - Prix du public « auteur » du salon du livre de la Côte Nord
  - Parrain d’honneur du Salon du livre de l’Estrie
  - Personnalité de l’année de l’Association des Salons du livre du Québec
  - Personnalité de la semaine du quotidien La Presse
- 2005 : Participant à l’exposition Je lis Montréal, dans le cadre des festivités de « Montréal, Capitale mondiale du livre »
- 2007 : Invité d’honneur du Salon du livre de Rimouski
- 2009 : Ambassadeur de la culture au Gala Ovation du groupe Transcontinental
- 2011 : 
  - Prix du Grand Public au salon du livre de Montréal pour le livre Tintin et le Québec - Hergé au cœur de la Révolution tranquille
  - Président d’honneur du Salon du livre de la Côte Nord
- 2013 : Prix Bédéis causa Albert Chartier pour 30 ans de carrière et l’apport à la promotion du neuvième art au Québec
- 2014 : 
  - Illustrateur et coordonnateur d’une grande fresque inspirée de dessins d’enfants à l’aéroport Montréal-Trudeau
  - Invité d’honneur du Salon du livre de Trois-Rivières
- 2015 : Prix du public au Festival de la BD de Prévost
- 2016 : Créateur de l’espace Minimaniacs à l’Aéroport Montréal-Trudeau illustré aux couleurs de personnages de BD
- 2018 : Prix du public Alouette du Salon du livre de la Côte-Nord[6]
- 2019 : 
  - Prix des jeunes lecteurs au Salon du livre de Trois-Rivières[7]
  - prix « Bédéiste Coup de cœur » au 7e Festival de la BD de Prévost[8]
- 2022 : 
  - Prix littéraire Hackmatck- illustrations pour Cochon dingue aime la terre
  - Prix Bédébile « Touche à tout » au 25e Festival BD de Gisors, France.